# Bitva u Gibraltaru (1607)
Bitva u Gibraltaru v roce 1607 byla jednodenní námořní bitva v rámci Osmdesátileté války mezi Nizozemím a Španělskem, ke které došlo když 25. dubna 1607 nizozemská flota přepadla španělskou flotu zakotvenou v Gibraltarské zátoce a během čtyř hodin ji z větší části zničila.

## Pozadí
Spojené provincie nizozemské bojovaly v rámci nizozemské revoluce za samostatnost na Španělsku. Pro jejich ekonomiku bylo ovšem značnou komplikací, že španělské lodě operující z Pyrenejského poloostrova mohly snadno napadat lodě Nizozemské Východoindické společnosti. Nizozemci se rozhodli nebezpečí odstranit a sestavili flotu s 26 válečnými loděmi. Velitelem se stal admirál Jacob van Heemskerk a zamířil s loděmi do španělských vod.
Dne 10. dubna 1607 zakotvila flota u ústí řeky Tajo. Zde za pomoci špionů a od neutrálních obchodníků sbírali informace a dozvěděli se, že španělská flota čeká v Gibraltarském průlivu, aby mohla zaútočit na nizozemské konvoje z Levanty, Středomoří i z jižního Atlantského oceánu. Heemskerk se rozhodl na Španěly zaútočit a vyplul ke Gibraltaru, kam dorazil 25. dubna.

## Síly

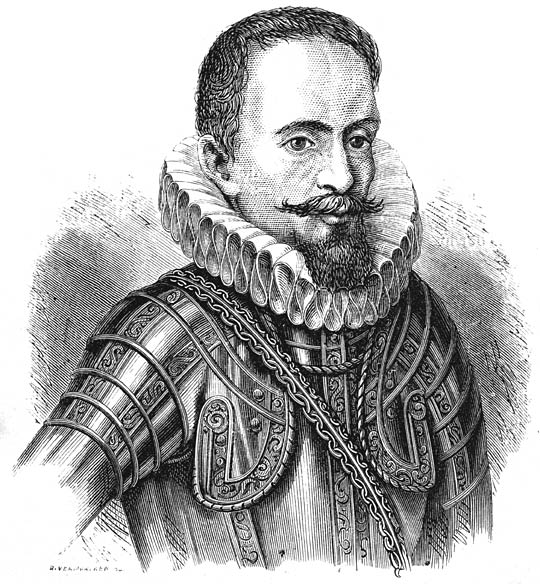
Velitel nizozemské floty Jacob van Heemskerk

Nizozemská flota měla 26 válečných lodí a velel jí Jacob van Heemskerk. Vlajkovou lodí byla Aeolus, mezi další lodě patřily De Tijger (doslova Tygr), De Zeehond (Tuleň), De Griffioen (Gryf), Roode Leeuw (Červený lev), De Gouden Leeuw (Zlatý lev), De Zwarte Beer (Černý medvěd), De Witte Beer (Bílý medvěd) a De Morgenster (Jitřenka).
Španělská flota měla 10 galeon, podle nizozemských zdrojů pak měla ještě dalších 11 karak a menších lodí, které ovšem španělské zdroje neuvádějí. Velel jí Don Juan Álvarez de Ávila, přičemž na vlajkové lodi San Augustin (Svatý Augustin) velel jeho syn. Další lodě byli Nuestra Señora de la Vega (Naše paní z Vegy) a Madre de Dios (Matka Boží).
Na španělské straně mohla ještě bojovat děla pevnosti, ale nizozemské lodě se zřejmě pohybovaly mimo jejich dosah a tak děla do výsledku bitvy přímo nezasáhla.

## Průběh bitvy

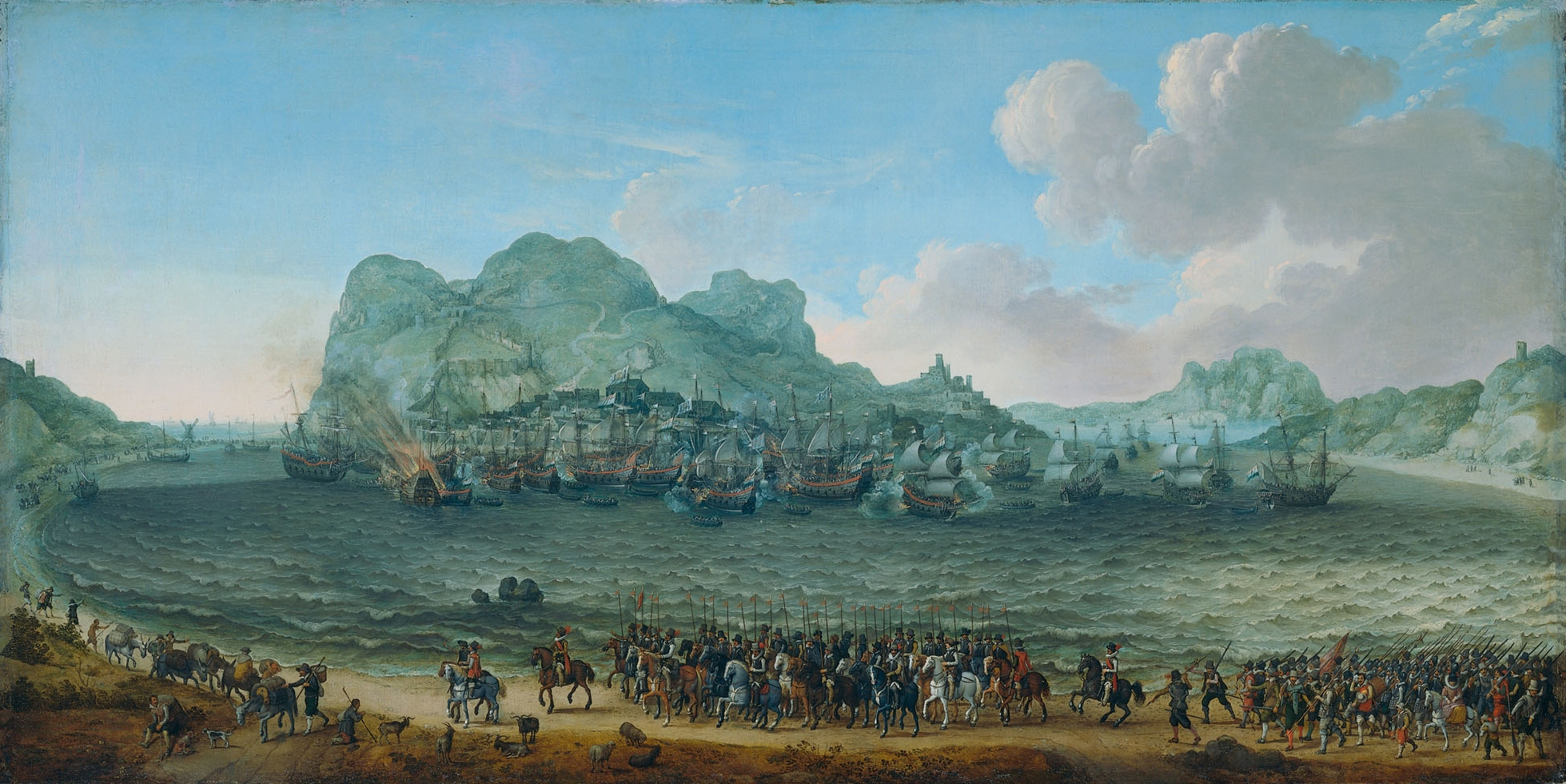
Adam Willaerts: Porážka Španělů u Gibraltaru nizozemskou flotou pod vedením admirála Jacoba van Heemskercka

Van Heemskerk ponechal některé ze svých lodí u kraje Gibraltarské zátoky, aby zabránily případnému útěku španělských lodí. Naprostá většina nizozemských lodí se zaměřila na největší španělské galeony, jen několik se jich věnovalo útoku na zbytek španělské floty. Sám Van Heemskerk zahynul hned v úvodu bitvy, když mu dělová koule zasáhla nohu. Některé španělské galeony brzy chytly a jedna dokonce vybuchla, neboť dostala zásah do prachárny. Nizozemci také zajali španělskou vlajkovou loď, ale nechali ji plavat.
Po zničení lodí se Nizozemci vydali v člunech pobít plovoucí španělské vojáky. Bitva byla jasným vítězstvím Nizozemců, kteří neztratili žádnou loď a měli jen zhruba sto mrtvých a šedesát zraněných. Údaje o španělských ztrátách se výrazně liší. Nizozemské zdroje uvádějí zničení 7–10 galeon a celkem 4000 mrtvých Španělů, naopak španělské zdroje přiznávají pouhých 350 mrtvých a jen 5 zničených galeon.

## Závěr
Nizozemci se další den ještě neúspěšně pokusili zaútočit na pevnost a drancovali její předměstí, jehož obyvatelstvo již předtím uprchlo. Dvě lodě vezoucí mimo jiné tělo padlého admirála byly odeslány přímo zpět do Nizozemí, zbylá část nizozemské floty se před návratem ještě vydala k Azorám a Kanárským ostrovům.